# 夜王子と月の姫/きえないで
「夜王子と月の姫/きえないで」（よるおうじとつきのひめ/きえないで）は、日本の女性アイドルグループ・BiSHのセントチヒロ・チッチとアイナ・ジ・エンドによる両A面スプリット・シングルである。2018年9月19日にavex traxより発売された。CD発売前の9月12日には収録曲2曲がiTunes Storeにて先行配信された。

## 概要
BiSHのセントチヒロ・チッチとアイナ・ジ・エンドのソロデビュー・シングル。2017年12月に行われた、エイベックスからソロデビューする権利をかけたWACK総選挙において、1位をチッチ、2位をアイナが獲得したことで、二人のデビューが決定した。
セントチヒロ・チッチのソロデビュー曲「夜王子と月の姫」はGOING STEADY/銀杏BOYZのカバー曲で、楽曲のアレンジ、演奏、プロデュースはリーガルリリーが担当している。このコラボレーションは、チッチ本人の指名と交流から実現に至った。熱烈な銀杏BOYZファンでもあるエリザベス宮地が監督を務めたミュージック・ビデオが制作され、夜王子役の女優の芋生悠やリーガルリリーが出演。本作でのチッチの衣装はGOING STEADY版のシングルの裏ジャケットに登場する女性のイラストをモチーフに作られている。
アイナ・ジ・エンドのソロデビュー曲「きえないで」はアイナが人生で初めて作詞作曲したオリジナル曲で、アレンジ、プロデュース、そしてベース演奏を亀田誠治が担当している。このコラボレーションは、ロック・フェスティバル「VIVA LA ROCK 2018」にて亀田がバンドマスターを務める「J-ROCK ANTHEMS」に参加し、椎名林檎「本能」のカバーセッションを行った際にボーカリストを務めたことがきっかけとなって決定した。ミュージック・ビデオの監督は、BiSHの「オーケストラ」や「My landscape」なども手がけた大喜多正毅が担当した。
初回限定版（CD+Blu-ray Disc+フォトブック）、CENTCHiHiRO CHiTTiii盤とAiNA THE END盤の通常盤（CDのみ）2種の計3形態で発売。

## リリース履歴
| 発売日        | レーベル  | 最高順位 | 販売形態 | 規格品番     | 備考                                            |
| ------------- | --------- | -------- | -------- | ------------ | ----------------------------------------------- |
| 2018年9月19日 | avex trax | 10位     | CD       | AVCD-94154   | CENTCHiHiRO CHiTTiii盤                          |
| 2018年9月19日 | avex trax | 10位     | CD       | AVCD-94155   | AiNA THE END盤                                  |
| 2018年9月19日 | avex trax | 10位     | CD+BD    | AVCD-94153/B | 初回生産限定盤:フォトブック付き、デジパック仕様 |

## 収録曲
| #  | タイトル                     | 作詞・作曲         | 編曲           | 歌唱                 |
| -- | ---------------------------- | ------------------ | -------------- | -------------------- |
| 1. | 「夜王子と月の姫」(カバー曲) | 峯田和伸           | リーガルリリー | セントチヒロ・チッチ |
| 2. | 「きえないで」               | アイナ・ジ・エンド | 亀田誠治       | アイナ・ジ・エンド   |

| #  | タイトル                        | 作詞 | 作曲・編曲 | 監督           |
| -- | ------------------------------- | ---- | ---------- | -------------- |
| 1. | 「夜王子と月の姫」(Music Video) |      |            | エリザベス宮地 |
| 2. | 「きえないで」(Music Video)     |      |            | 大喜多正毅     |
| 3. | 「Making Movie」                |      |            |                |

## 演奏
「夜王子と月の姫」
- リーガルリリー

「きえないで」
- ベース - 亀田誠治
- ギター - 西川進
- ピアノ - 皆川真人